# Piratstudenterna
Piratstudenterna är en samling föreningar under Piratpartiets ungdomsförbund Ung Pirat. Piratstudentföreningar finns för närvarande i Uppsala, Lund och Linköping, men har tidigare även funnits i Umeå, Göteborg och Västerås.

## Piratstudenterna Uppsala
I Uppsala togs formen av ett kårparti vid Uppsala studentkår 2006, samma år som Piratpartiet och Ung Pirat grundades. Under våren 2008 bildades en ideell förening runt partiet med namnet "Piratstudenterna i Uppsala". Partiet var representerat i kårfullmäktige under åren 2006-2012.

### Valresultat
I kårvalet 2006 fick partiet 3 mandat (av totalt 41), i kårvalet 2007 fick partiet 6 mandat och i kårvalet 2008 fick partiet 5 mandat. I det kårvalet drev Piratstudenterna frågor som rörde integriteten för studenterna i universitetets nätverk och frågan om öppen källkod på Uppsala universitets datorer.
I kårvalet 2007 drev Piratstudenterna bland annat att i kårens regi bygga en fri, öppen, anonym, trådlös internetzon i Uppsala. Dessutom drevs fortfarande frågan om öppen källkod vid universitetet. Partiet fick 15 procent av rösterna och därmed 6 mandat.
Partiet hade under mandatperioden 2007/2008 tre platser i styrelsen för Uppsala studentkår, varav en var posten som vice ordförande med studiesocialt ansvar. Under mandatperioden 2008/2009 satt partiet i opposition. Mandatperioden 2009/2010 har partiet fem platser i studentkårens styrelse, i koalition med Uppsala Universitets Studenter och Borgerliga Studenter.
I kårvalet 2009 säkrade Piratstudenterna i Uppsala hela 9 mandat och blev således det näst största partiet i kåren.
I kårvalet 2010 tog Piratstudenterna fem mandat, två av presidieposterna och två ordinarie ledamotsplatser i kårstyrelsen. I koalitionen satt även Uppsala Universitets Studenter och Moderata Studenter.
2011 tog Piratstudenterna 4 mandat, och hamnade i opposition.
I valet 2012 minskade Piratstudenterna till 3 mandat, men ingick i en koalition med Vänsterns Studentförbund, Socialdemokratiska Studentförbundet, Gröna Studenter och Feministiskt Studentinitiativ. Piratstudenternas Klara Ellström blev kårordförande och i början av mandatperioden hade Piratstudenterna även en ordinarie ledamotsplats i kårstyrelsen. I kårvalet 2012 drevs frågor om inflytande över internetleverantören UpUnet-S (som levererar internet till universitetet och många studentbostäder), öppen mjukvara på universitetets datorer, värnad integritet i UpUnet-S, en pedagogik i klang med samtiden och en mer transparent kår.
In 2013 års kårval fick partiet inga mandat i kårfullmäktige, och har sedan dess inte ställt upp i Uppsala studentkårs kårval.

### Piratstudenternas kårpresidialer
- 2007/2008 Mattias Bjärnemalm, vice ordförande med studiesocialt ansvar
- 2009/2010 Stella Papasotiriou, vice ordförande med studiesocialt ansvar
- 2010/2011 Gabriel Ledung, ordförande
- 2010/2011 Emil Paulsrud, vice ordförande med utbildningspolitiskt ansvar
- 2012/2013 Klara Ellström, ordförande